# 桑 (札达县)

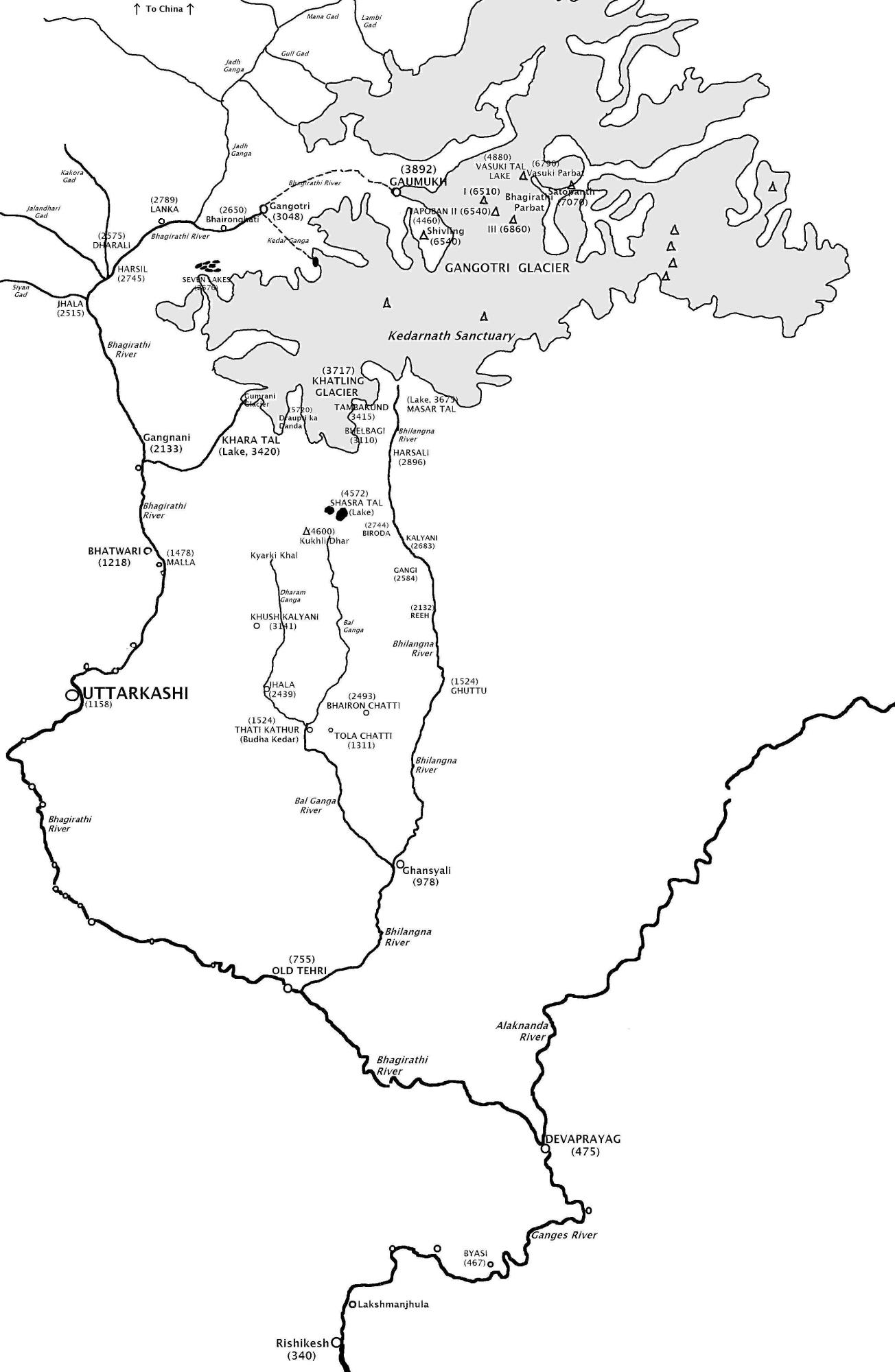
甲扎岗噶河

桑(印度称为甲唐；Jadhang)（藏文：རྒྱ，意为“红铜”），是目前由印度实际控制的桑、葱莎及波林三多地区属北阿坎德邦北卡什县东北边境的小山村，位于甲扎岗噶河右岸的支流河畔，坐标为31°09′30.7″N 79°03′38.4″E / 31.158528°N 79.060667°E，其附近的小村子除葱莎外，还有波林三多。

## 领土争议
中国认为，位于甲扎岗噶河流域的桑、葱莎、波林三多地区是中国领土，属于西藏阿里地区札达县托林镇波林村管辖。该地区面积约1451平方公里，目前由印度实际控制。